# إزيكييل بونفاسيو
حزقيال بونفاسيو (بالإسبانية: Ezequiel Bonifacio) هو لاعب كرة قدم أرجنتيني في مركز الوسط، ولد في 9 مايو 1994 في مار دل بلاتا في الأرجنتين. لعب مع جيمناسيا لابلاتا.

## وصلات خارجية
- إزيكييل بونفاسيو على موقع قاعدة بيانات كرة القدم.إي يو (الإنجليزية)
- إزيكييل بونفاسيو على موقع Soccerway.com (الإنجليزية)